# Place de Valenciennes
La place de Valenciennes est une voie située dans le quartier Saint-Vincent-de-Paul du 10e arrondissement de Paris.

## Situation et accès
La place de Valenciennes est située à l'intersection de la rue La Fayette, du boulevard de Magenta et du  boulevard de Denain.
La place de Valenciennes est desservie à proximité par les lignes 4 et 5 à la station Gare du Nord.

## Origine du nom
Cette place doit son nom à sa proximité avec la rue de Valenciennes en référence à la ville nordiste.

## Historique
Ancienne « place du Delta » en raison de la proximité de la rue du Delta, ouverte vers 1822 lors du percement de la rue La Fayette, elle prend son nom actuel en 1845,.

## Bâtiments remarquables et lieux de mémoire
- La place constitue le croisement du boulevard de Magenta et du boulevard de Denain.